# Одейле (Ілфов)
Одейле (рум. Odăile) — село у повіті Ілфов в Румунії. Адміністративно підпорядковане місту Отопень.
Село розташоване на відстані 11 км на північ від Бухареста, 129 км на південь від Брашова.

## Населення
За даними перепису населення 2002 року у селі проживали 1014 осіб, з них 1011 осіб (99,7%) румунів. Рідною мовою 1013 осіб (99,9%) назвали румунську.